# Bảo tàng Lịch sử Tự nhiên của Đại học Oxford
Bảo tàng Lịch sử Tự nhiên Đại học Oxford (tên tiếng Anh: Oxford University Museum of Natural History, đôi khi chỉ đơn giản là Oxford University Museum hoặc OUMNH, là một viện bảo tàng trưng bày nhiều hiện vật lịch sử tự nhiên của Đại học Oxford, tọa lạc tại Parks Road ở Oxford, Anh. Bảo tàng này cũng có Nó cũng chứa một nhà hát giảng đường được sử dụng bởi các khoa hóa học, động vật học và toán học của trường. Bảo tàng này cung cấp lối vào duy nhất đến Bảo tàng Pitt Rivers kế cận nó.

## Lịch sử

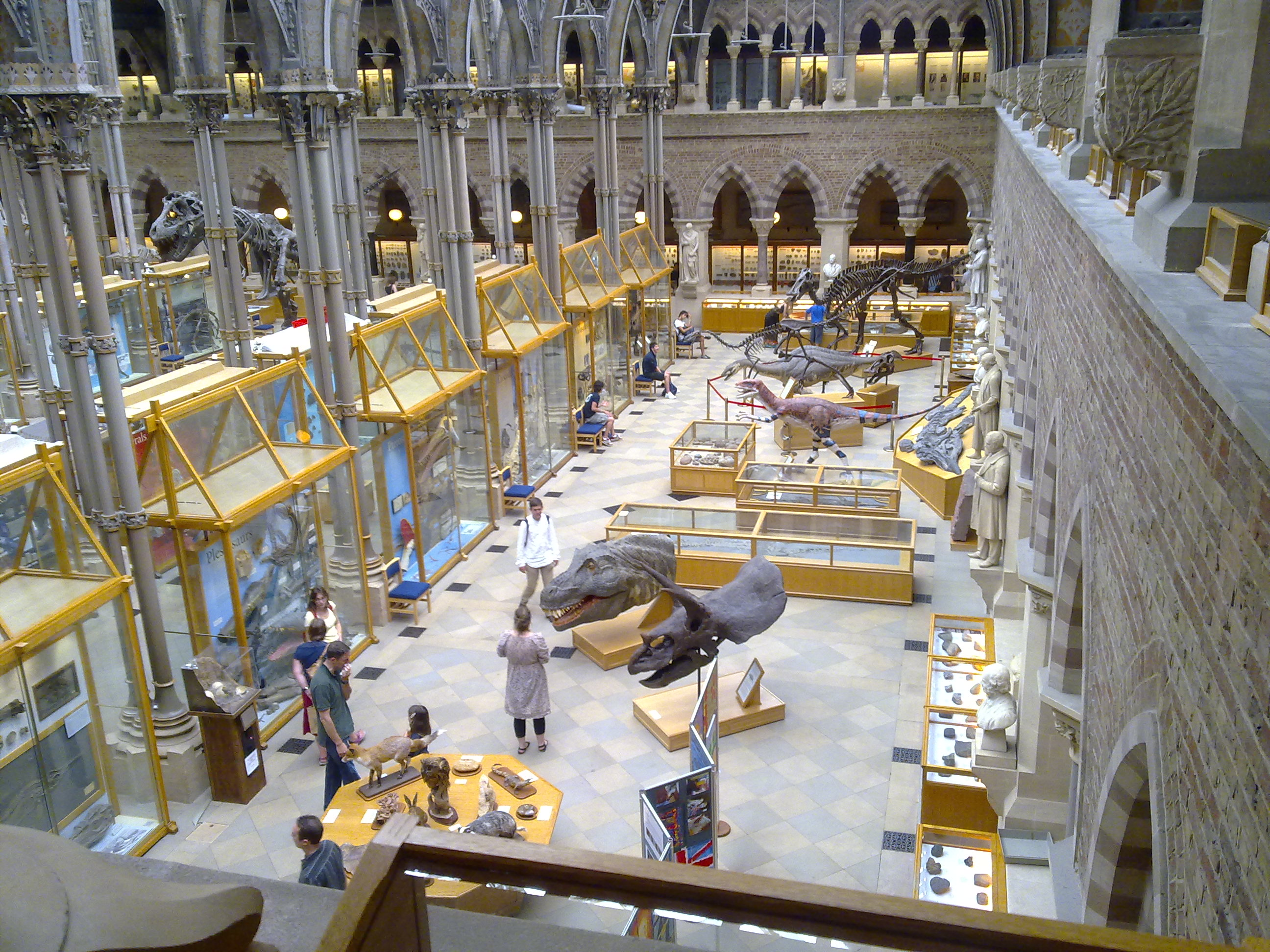
Triển lãm khủng long ở Bảo tàng Lịch sử Tự nhiên Oxford

Trường khoa học tự nhiên danh dự của Đại học Oxford bắt đầu vào năm 1850, nhưng các cơ sở cho việc giảng dạy nằm rải rác khắp thành phố Oxford ở các trường đại học khác nhau. Tương tự bộ sưu tập mẫu vật lịch sử giải phẫu và thiên nhiên của Đại học Oxford được để khắp nơi trong thành phố.
Giáo sư đại học y học, Sir Henry Acland, khởi xướng việc xây dựng bảo tàng giữa năm 1855 và 1860, để tập hợp tất cả các khía cạnh của khoa học xung quanh khu vực trưng bày trung tâm. Năm 1858, Acland đã đưa ra một bài thuyết trình về bảo tàng, đưa ra các lý do để xây dựng của tòa nhà. Ông xem rằng trường Đại học Oxford mới đạt được một mặt về hình thức nghiên cứu khi chỉ chủ yếu giảng dạy thần học, triết học, kinh điển và lịch sử-và rằng cần trao cho trường cơ hội cho sinh viên được học về thế giới tự nhiên và có được những "kiến thức về thiết kế vật liệu lớn mà thiết kế trong đó Supreme Master-Worker đã làm cho chúng ta là một bộ phận cấu thành ". Ý tưởng này, thiên nhiên là Cuốn sách thứ hai của Thượng đế, đã được phổ biến trong thế kỷ 19.
Công tác xây dựng tòa nhà được thực hiện thông qua số tiền thu được từ việc bán các cuốn Kinh Thánh. Một vài khoa đã được di chuyển trong tòa nhà thiên văn học, hình học, vật lý thực nghiệm, khoáng vật học, hóa học, địa chất học, động vật học, giải phẫu học, sinh lý học và y học. Khi các khoa phát triển về quy mô theo thời gian, chúng đã được di chuyển đến địa điểm mới dọc theo đường South Parks, mà vẫn là nhà của các ngành khoa học của trường Đại học Oxford.
Các bộ phận cuối cùng rời khỏi tòa nhà là khoa côn trùng, trong đó di chuyển vào tòa nhà động vật học vào năm 1978. Tuy nhiên, vẫn có một phòng thí nghiệm côn trùng học làm việc trên tầng đầu tiên của tòa nhà bảo tàng.
Giữa năm 1885 và 1886 một tòa nhà mới ở phía đông của bảo tàng được xây dựng để chứa bộ sưu tập dân tộc học của Bảo tàng tổng hợp Augustus Pitt Rivers—the Pitt Rivers Museum. Trong suy nghĩ của thế kỷ 19, rất quan trọng để tách đối tượng được thực hiện bởi bàn tay của Thượng đế (lịch sử tự nhiên) từ các đối tượng được thực hiện bởi bàn tay của con người (nhân chủng học).
Phần lớn nhất của bộ sưu tập của bảo tàng bao gồm các mẫu vật lịch sử tự nhiên từ Bảo tàng Ashmolean, bao gồm các mẫu vật được thu thập bởi John Tradescant cha và con trai cùng tên, William Burchell và địa chất William Buckland. Bảo tàng Christ Church tặng các mẫu vật xương và sinh lý, nhiều trong số đó được thu thập bởi Acland.